# Crinia bilingua
Crinia bilingua là một loài ếch trong họ Myobatrachidae. Nó là loài đặc hữu của Úc. Các môi trường sống tự nhiên của chúng là xavan ẩm, sông có nước theo mùa, và đầm nước.